# Il Risorgimento (Napoli)
Il Risorgimento fu un quotidiano fondato a Napoli il 4 ottobre 1943 (dopo la liberazione della città e il successivo arrivo degli Alleati) in sostituzione dei tre quotidiani partenopei all'epoca esistenti. Fu pubblicato fino al 1950.

## Storia
All'indomani della liberazione di Napoli il Comando alleato pose sotto il proprio controllo l'informazione.

Per la loro connivenza col regime fascista il «Corriere di Napoli», il «Roma» e «Il Mattino» furono chiusi.
Al loro posto fu fondato «Il Risorgimento». I proprietari rimasero gli stessi dei giornali precedenti: il Banco di Napoli e l'armatore Achille Lauro. La proprietà fu divisa in parti uguali.

Alla direzione fu insediata la coppia formata da Paolo Scarfoglio (figlio di Edoardo Scarfoglio), direttore del «Mattino», e Emilio Scaglione, direttore del «Roma». Tra le firme principali va ricordata quella di Adolfo Omodeo.

Nel 1944 venne nominato un nuovo direttore. Su indicazione di Benedetto Croce, fu scelto Floriano Del Secolo.
Nel periodo 1944-1946 «Il Risorgimento» fu il quotidiano più venduto del Mezzogiorno, con una punta record di 289 000 copie. Dal marzo al luglio del 1947 fu diretto da Corrado Alvaro. Le pagine sportive erano curate dal giovane Gino Palumbo. Nel 1948 la carica di direttore venne assunta da Raffaele Cafiero, consigliere di Achille Lauro.

Nel 1949, un anno prima del ritorno in edicola del Mattino, il Banco di Napoli e Achille Lauro si accordarono per la spartizione delle testate napoletane: al Banco toccarono «Il Mattino» e il «Corriere di Napoli»; a Lauro il «Roma». 
L'ultimo numero del «Risorgimento» uscì il 31 ottobre 1950 (Anno VIII, n° 272).

## Direttori
- Paolo Scarfoglio (dal 4 ottobre 1943);

Emilio Scaglione, condirettore
- Floriano Del Secolo (19 marzo 1944 - 1947);
- Corrado Alvaro (marzo-luglio 1947);
- Alberto Consiglio (1947-1948)
- Raffaele Cafiero (1948);
- Carlo Nazzaro (3 marzo -  31 ottobre 1950).